# Большие Ключищи (село)
Больши́е Ключи́щи (ранее Слобода́ Ключи́щенская) — село в Ульяновском районе Ульяновской области. Административный центр Большеключищенского сельского поселения. Расположено в 32 километрах от районного центра и в 22 километрах от Ульяновска.

## Название
Село получило название от многочисленных ключей, протекающих в этой местности. В некоторых родниках, недалеко от села, водилась прежде форель, но из-за способа её ловли, эта рыба истреблена в селе окончательно.

## История
Слобода Ключищенская, на реке Свияга, была основана в 1669 году служилыми казаками, как опорный пост на пути к Синбирску и к Синбирской черте.
По описи 1678 году, в Ключищенской слободе было: «31 двор крестьянских, людей в них 117 чел., 66 дворов бобыльских людей в них 240 чел.; обоего 97 дворов, людей в них 357 человек».
В 1780 году, при создании Симбирского наместничества, село Покровское Ключищи тож, вошло в состав Сенгилеевского уезда.
В 1804 году, по 5 ревизии, здесь числилось 894 ревизских души, которым отведено в 1808 году 10,837 десятин 1758 сажен земли.
Село Ключищи два раза было посещено Высочайшими Особами Императорского Дома. 7 сентября 1824 года Император Александр I, проезжая из Симбирска в Самару, останавливался здесь обедать, а 25 июня 1837 года Наследник Цесаревич Александр Николаевич, будущий Царь-Освободитель Александр II, тоже проездом, слушал в с. Ключищах обедню и посетил удельный приказ.
В 1859 году село Ключищи входило в состав 2-го стана Симбирского уезда Симбирской губернии, в котором имелось: церковь, почтовая станция, два кожевенных завода.
В 1861 году село стало административным центром Ключищенской волости.
При Освобождение крестьян, крестьянское общество получило в надел 9432 десятины 2045 сажен (160 дес. усадебной земли, 7648 дес. 45 саж. пашни, 112 дес. 600 саж. выгону, 1008 дес. 500 саж. лугов, так называемые Полубенские луга по р. Свияге, и 504 десят. 900 саж. неудобной); но это количество земли далеко не достаточно, так что общество снимает у удела в аренду ещё 1800 десятин, да отдельные домохозяева арендуют у удела же до 600 десятин.
Главное занятие местного населения — хлебопашество, но кроме того здесь в значительной степени развито картофельное производство. Огромные поля засеваются картофелем, которого, при хорошем урожае, собирают до полмиллиона пудов. В самом селе и в окрестностях его 22 тёрочных заведения и 4 паточных завода. Кроме этого, в последние 15 лет в с. Ключищах постепенно развивается садоводство, хотя весьма медленно и с большими препятствиями. Сады разводятся по берегу р. Свияги, но выше по реке очень много песчаной земли, так что почти каждую весну разливом Свияги заносит сады песком. Так, весною 1899 года был необычайный разлив Свияги и песком занесло до 300 десятин, от чего пострадали не только сады, но и большая площадь озимого посева.
Село Ключищи, во время процветания крепостного права служило одним из главных местных центров управления удельными крестьянами. Здесь находился Ключищнский удельный приказ, заслуженно пользовавшийся наилучшей репутацией как относительно вообще управления крестьянами, так главным образом по неусыпным заботам об образовании местного молодого поколения. В тридцатых годах XIX века удельное начальство открыло в с. Ключищах ремесленное училище, в которое поступали мальчики из всех селений удельного ведомства не только Симбирского уезда, но и других уездов губернии, но одному или по два от каждого селения, по выбору местного общества; окончившие курс в этом училище, по возвращении домой, пользовались некоторыми льготами. Когда, по обнародовании положения 19 февраля 1861 года приступлено было к составлению положения об освобождению, водворенных на землях дворцовых и удельных крестьян, то ремесленное училище в с. Ключищах было закрыто и все принадлежавшие к нему строения и вещи проданы с публичного торга. Взамен ремесленного училища (открытое в 40-х гг. XIX в.), в том же 1861 году удельное ведомство открыло отдельную женскую школу, мужское же училище существует в с. Ключищах с 1839 года. В этой школе, со дня её открытия и в течение более 40 лет был учителем почётный гражданин Филипп Федорович Богданов.
Со времени основания села Ключищ, в нём было три церкви. Первая освящена, как видно из надписи на строельном кресте, сохранившемся до настоящего времени, в 1712 году. Вторая построена в 1770 году, в 1879 году подарена погорельцам села Назайкино Сенгилеевского уезда. Третья — каменная, построена в 1868—1872 г.г. на средства местных жителей и освящена 21 июня 1872 года. Престолов в ней четыре: главный — в честь Покрова Пресвятые Богородицы, в приделах: во имя св. благоверного князя Александра Невского и в другом — во имя свв. Апостолов Петра и Павла; в трапезе — во имя Святителя и Чудотворца Николая. На месте прежнего деревянного храма — каменная часовня.
В 1903 году в с. Ключищах волостное правление, квартира пристава 3 стана Симбирского уезда и почтовая станция, при которой с 1 января 1895 года открыта сберегательная касса. Из промышленных, заведений, кроме вышеупомянутых тёрочных и паточных заводов, здесь 4 водяных мукомольных мельниц, из которых две (на Поповом Ключе и на Ключе Среднинском) построены ещё в XVIII веке; была ещё паровая мельница на два постова, но в 1893 году она сгорала; пять овчинных заводов занимаются выделкою овчин и тулупов в большом количестве. Кроме того местные крестьяне охотно занимаются пчеловодством; у некоторых хозяев на пчельнике более ста пеньков.
В 1928—1929 годах в Больших Ключищах были организованы первые коллективные сельхозкооперативы, на базе которых возник крупный колхоз «Заветы Ильича». В начале 1930 года основана МТС.
В 1942 году рядом с селом была проложена ж/д линия Волжская рокада, на которой была открыта станция «Ключищи».
Указом Президиума Верховного Совета СССР от 17 января 1944 года село Большие Ключищи становится районным центром Ульяновского района.
Указом ПВС РСФСР от 2 ноября 1956 года центр Ульяновского района перенесён из села в райпо Ишеевка.
С 2005 года административный центр Большеключищенского сельского поселения.

## Население
| Год  | Число дворов | Число жителей | Примечания |
| ---- | ------------ | ------------- | --- |
| 1678 | 97           | 357           | 31 двор крестьянских, людей в них 117 чел., 66 дворов бобыльских, людей в них 240 чел.                                                                          |
| 1780 |              | 686           | Ревизских душ: ясашных крестьян — 384, дворцовых крестьян — 258, экономических крестьян — 6, помещиковых крестьян — 8, не знающих своих помещиков крестьян — 30 |
| 1859 | 345          | 3427          | |
| 1861 | 486          | 1582          | по 10 ревизии |
| 1903 | 763          | 5509          | (2525 муж. и 2584 жен.) |
| 1913 | 1116         | 7073          | |
| 1924 | 1094         | 6220          | 3 школы 1-й ступени. |
| 1930 | 1352         | 6018          | |

| 2002 | 2010  | 2013  | 2015  | 2021  |
| ---- | ----- | ----- | ----- | ----- |
| 3724 | ↗3873 | ↘3862 | ↗4022 | ↘3821 |

## Люди, связанные с селом
В селе родились:
- Герой Советского Союза Виктор Николаевич Каштанкин (в честь него названа школа)
- Кавалер орденов Славы Михаил Алексеевич Вершинин
- Волчков, Николай Яковлевич — полный кавалер ордена Славы, похоронен на сельском кладбище.

## Достопримечательности
- «Церковь Покрова Пресвятой Богородицы, приходская с трапезной и колокольней, 1872 г.», поставленный на государственную охрану Распоряжением Главы администрации Ульяновской области от 29.07.1999 г. № 959-р.[22][23][24][25]
- Около села Б. Ключищи, есть могильник[26].
- Памятник павшим воинам Великой Отечественной войны (1985 г.)[27].
- Мемориальная доска В. Н. Каштанкину[28].
- Бюст Герою Советского Союза В. Н. Каштанкину (9 мая 2010 г.)[29].

## Предприятия
- ООО «Симбирская птицефабрика» (закрыли в 2018 году)[30].
- ООО "ПСК «Красная Звезда» (животноводческое хозяйство с собственным заводом по переработке молока)[30].
- «Межрайонное дорожное ремонтно-строительное управление № 4» (МДРСУ-4)[30].

## Транспорт
- Из Ульяновска ходит автобус № 110 и маршрутный автобус №128.